# 3-氨基苯甲酸
3-氨基苯甲酸（MABA)是一种有机化合物，化学式为H2NC6H4CO2H。它是白色固体，微溶于水，可溶于丙酮、沸水、热乙醇、热氯仿和乙醚。

## 性质
3-氨基苯甲酸和3,5-二氯水杨醛在碱性的醇溶液中回流反应，可以生成Schiff碱类化合物。